# Karin Smirnoff
Karin Margareta Smirnoff (Umeå, 1964. szeptember 24. –) svéd vállalkozó és író.

## Életrajza
Smirnoff Umeåban született, de gyerekként Stockholmba költözött. Ott Södertäljében, Tullingében, Huddingében és különböző külvárosokban élt, mielőtt húszas éveiben visszatért Västerbottenbe. Azóta egy évtizede Skånéban, néhány éve Párizsban él; 2021-ben Hertsångerben és Stockholmban élt.
Többek között 2003–2005-ben Hammenhögben streetfoodos egyéni vállalkozóként, 2003–2012 között újságíróként dolgozott. 2013 óta Smirnoff igazgatja a Componenta Wood AB fatermékgyárat Piteåban.
Smirnoff az 1990-es évek elején a Kulturamánál képzett fotósnak, vágási tanfolyamokkal egészült ki, majd újságíróként és marketingesként dolgozott. 1994–1995 között kreatív svédet tanult az Umeåi Egyetemen.
2017 és 2019 között a Lundi Egyetemen folytatta tanulmányait irodalmi tervezésből, majd 2018-ban debütált a Jag for ner till bror című regényével. A 2018-as August-díjra jelölték, és ez az első könyv egy regénytrilógiában. A könyvet a Svenska Bokhandelsmedhjälpareföreningen, BMF (Svéd Könyvkereskedelmi Szövetség) is 2018 legjobb regényének választotta. A második rész Vi for upp med mor 2019 áprilisában jelent meg. A harmadik, egyben utolsó rész Sen for jag hem 2020 áprilisában jelent meg. A trilógia kiadási jogait körülbelül tíz országnak adták el, köztük az Egyesült Királyságnak, Németországnak, Olaszországnak, Norvégiának, Dániának, Finnországnak, Hollandiának és Magyarországnak is.
2020. július 23-án ő vezette a svéd P1 rádióadón a Sommar című műsort
2021 decemberében bejelentették, hogy Smirnoff lesz a megfilmesített Millennium sorozat folytatásának szerzője, amelynek első három kötetét az elhunyt Stieg Larsson írta. Smirnoff habozás nélkül elfogadta az ajánlatot.

## Bibliográfia
- Jag for ner till bror: regény, Stockholm: Polaris, 2018. ISBN 9789177950981
- Vi for upp med mor, Bokförlaget Polaris. 2019. ISBN 9789177952794
- Sen for jag hem Polaris. 2020. Libris mxjv8q4hk4q37fqn. ISBN 9789177952459
- Missing people, En novell från Novellix ; 172. Novellix. 2021. ISBN 9789175895031
- Sockerormen: regény, Polaris. 2021. ISBN 9789177952619
- Havsörnens skrik. Millennium, Bokförlaget Polaris, 2022. ISBN 9789177959281
- Lokattens klor, Bokförlaget Polaris, 2024. ISBN 978-91-7795-962-5

### Összegyűjtött kiadások
- Jana Kippo-sviten, Stockholm: Bokförlaget Polaris. 2020. ISBN 9789177953340 – Tartalom: Jag for ner till bror ; Vi for upp med mor; Sen for jag hem.

### Magyarul
- A lány, akinek semmi sem drága (Havsörnens skrik – Millennium 7.) – Animus, Budapest, 2023 · ISBN 978-963-614-343-5 · Fordította: Erdődy Andrea
- Elmentem az öcsémhez (Jag for ner till bror) Scolar, Budapest, 2023 · ISBN 9789635097296 · Fordította: Patat Bence
- Elvittük anyát északra (Vi for upp med mor) Scolar, Budapest, 2024 · ISBN 9789635098378 · Fordította: Patat Bence
- Azután hazamentem (Sen for jag hem) Scolar, Budapest, 2025 · ISBN 9789635099184 · Fordította: Patat Bence
- A lány, aki az ördögtől sem fél (De klauwen van de lynx – Millennium 8.) – Animus, Budapest, 2025 · ISBN 9789636146979 · Fordította: Erdődy Andrea

## Díjai
- 2018 – Svenska bokhandelsmedhjälparföreningens pris
- 2019 – Piteå kommuns kulturpris
- 2020 – Ilona Kohrtz stipendium av Svenska Akademien,[9]
- 2020 – Ove Allanssonsällskapets stipendium[10]
- 2020 – Storytel Awards stora ljudbokspris tillsammans med Lo Kauppi
- 2020 – Stig Sjödin(wd)-priset[11]
- 2020 – Studieförbundet Vuxenskolans pris[12]
- 2020 – Svenska Dagbladets litteraturpris[13]
- 2020 – Året författare, Tidningen Vision
- 2021 – Ivar Lo-priset
- 2021 – Sveriges Radios novellpris
- 2023 – Piratenpriset

## Fordítás
- Ez a szócikk részben vagy egészben  a   Karin Smirnoff című svéd Wikipédia-szócikk fordításán alapul.  Az eredeti cikk szerkesztőit annak laptörténete sorolja fel. Ez a jelzés csupán a megfogalmazás eredetét és a szerzői jogokat jelzi, nem szolgál a cikkben szereplő információk forrásmegjelöléseként.